# La Justícia de Trajà i Herkinbald

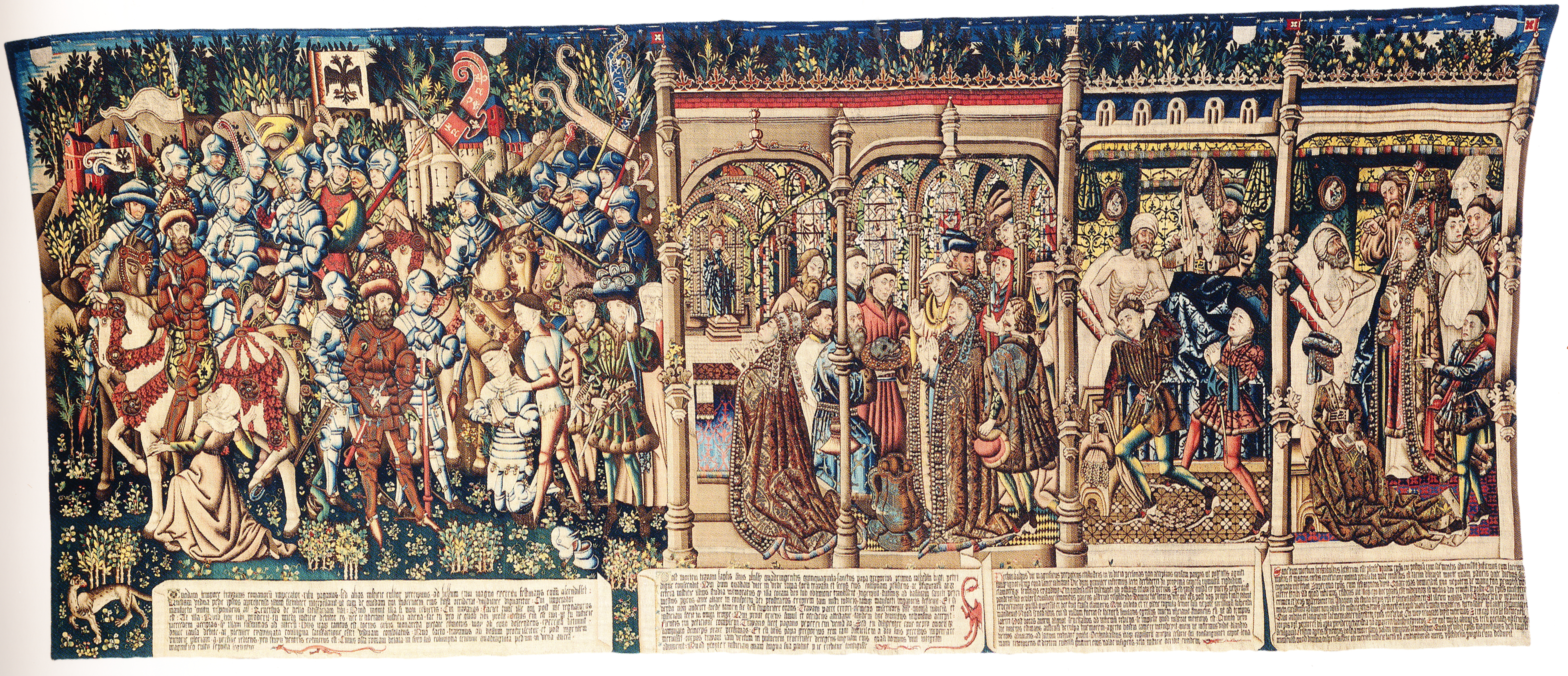
Una còpia lliure del tapís de la Justícia de Trajà i Herkinbald ara al Museu Històric de Berna

La Justícia de Trajà i Herkinbald era un conjunt de quatre grans murals pintats pel pintor flamenc Rogier van der Weyden que adornava una de les parets d'una sala del tribunal a l'Ajuntament de Brussel·les. Representaven la Justícia de Trajà, l'emperador romà, i la justícia de Herkinbald, un llegendari duc de Brabant. Els panells van ser pensats com un record als jutges per impartir justícia imparcial i van ser admirats per generacions de visitants, entre ells Albrecht Dürer. Van ser destruïts quan la ciutat fou bombardejada pel francesos el 1695 i actualment només es compta amb descripcions i amb una còpia feta en un tapís i que es troba al Museu Històric de Berna.
El treball es creu que va ocupar Van der Weyden durant diversos anys, i es creu que la seva concepció i execució va estar, a petita escala, una habilitat inspirada en el Retaule de Gant de Jan van Eyck. Els murals estan registrats i descrits en diverses fonts fins al segle XVII; especialment detallades són les inscripcions dels marcs, que són probablement els mateixos que els continguts a l'actual marc del tapís copiat.

## Descripció

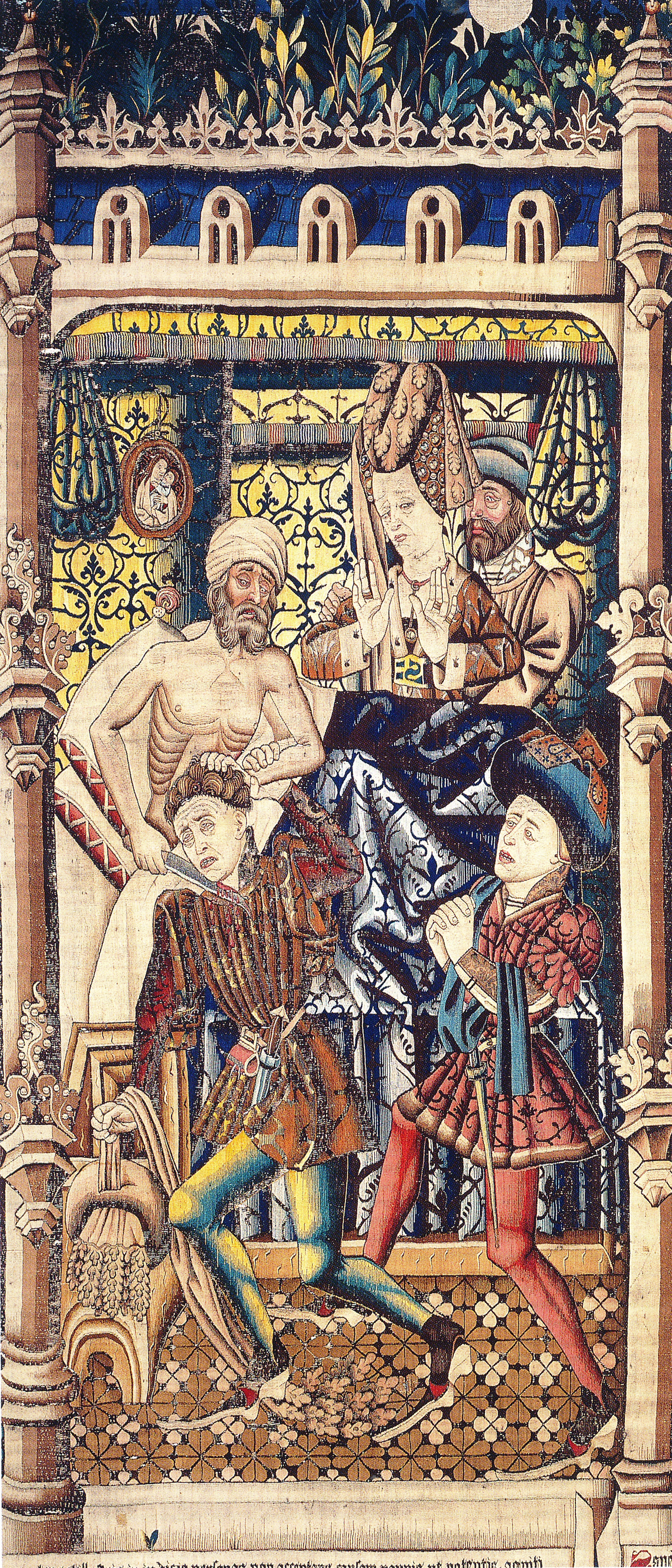
Un detall de la La Justícia de Trajà i Herkinbald el tapís que mostra Herkinbald degollant el seu nebot.

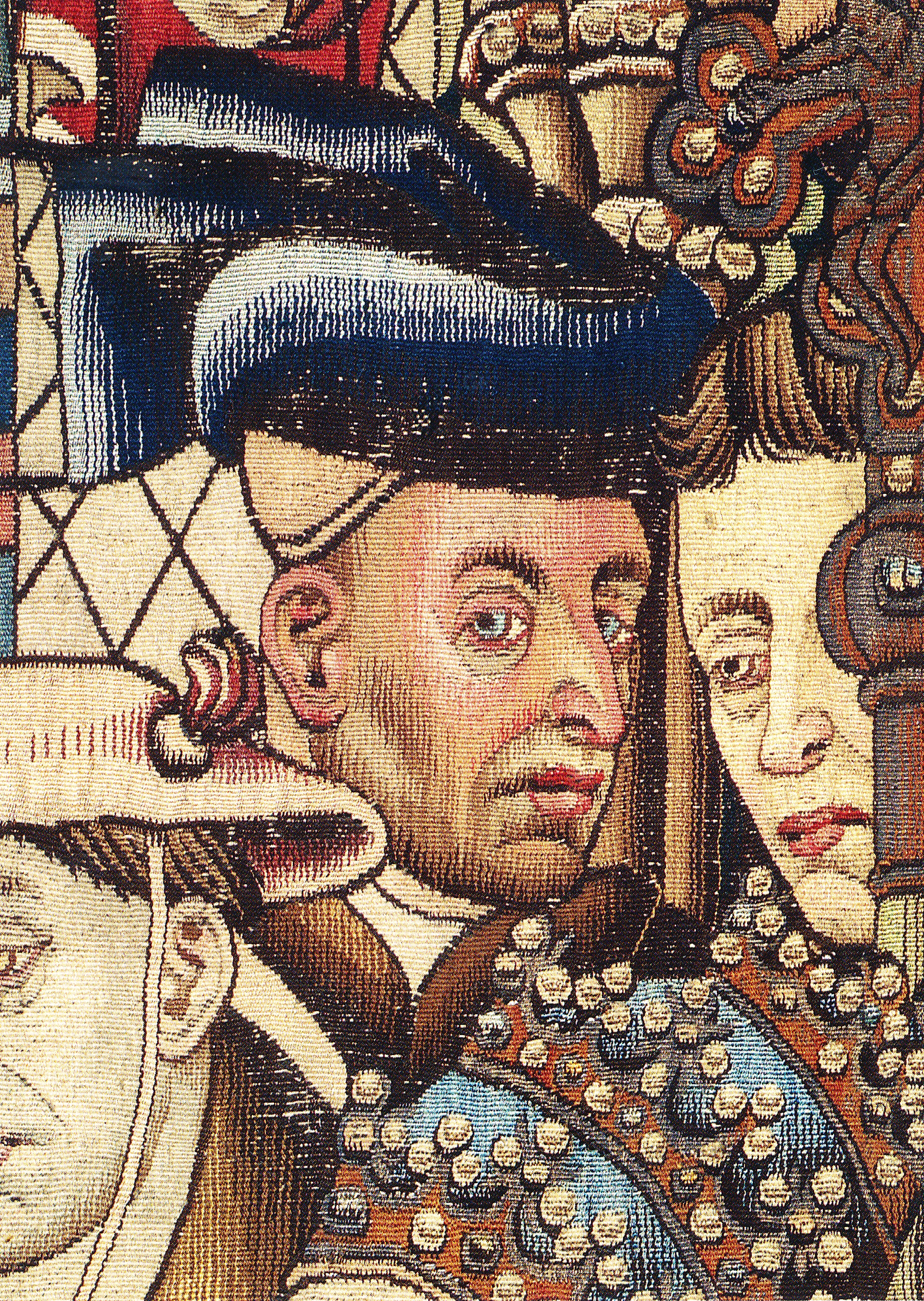
Un detall,considerat un autoretrat de Van der Weyden.

Cada plafó tenia aproximadament 460 cm d'alçada i junts representaven una amplada de 10,5 m. aproximadament. El tema dels plafons era la salvaguarda de la justícia per la intervenció divina. Les llegendes de Trajà i Herkinbald es varen relacionar juntes per primera vegada el 1308 a l'Alphabetum Narrationum (Alfabet de Contes), una col·lecció de més de 800 contes atribuïts a Arnold de Lieja (prèviament a Étienne de Besançon) organitzat per temes i destinats a ser utilitzat com a base per a homilies. El tema Iustitia (Justícia) va incloure només aquestes dues llegendes, encara que la llegenda de Trajà es dona en una versió lleugerament diferent de la representada a les pintures i tapissos.
El primer plafó mostrava una vídua que demana la justícia de Trajà per l'assassinat del seu fill, i Trajà ordenava l'execució del soldat acusat per la dona (en el conte del Alphabetum Narrationum, Trajà va oferir el seu fill a la vídua com un reemplaçament per al seu fill assassinat). El segon panell es representava la història de la Llegenda àuria sobre la miraculosa resurrecció i conversió de Trajà pel papa Gregori I, alliberant-lo així del purgatori. Gregori apareix sostenint el crani exhumat de Trajà, en el qual la llengua s'ha conservat miraculosament i, per tant, és capaç de pronunciar la sentència de mort, demostrant la justícia d'aquesta sentència. Se sap que Van der Weyden es va retratar a si mateix com un espectador de l'escena. El tercer plafó representa Herkinbald en el seu llit de mort tallant-li el coll al seu nebot, que havia comès una violació. El quart panell mostrava Herkinbald rebent miraculosament l'eucaristia, tot i negar-se a confessar l'assassinat del seu nebot com un acte pecaminós.
Tant Nicolau de Cusa (el 1453) com Dubuisson-Aubenay (en la dècada de 1620) varen esmentar que l'obra contenia un autoretrat, i es creu que apareixia reproduït a l'escena del 'Degollament del nebot d'Herkinbald'.

## Tapís

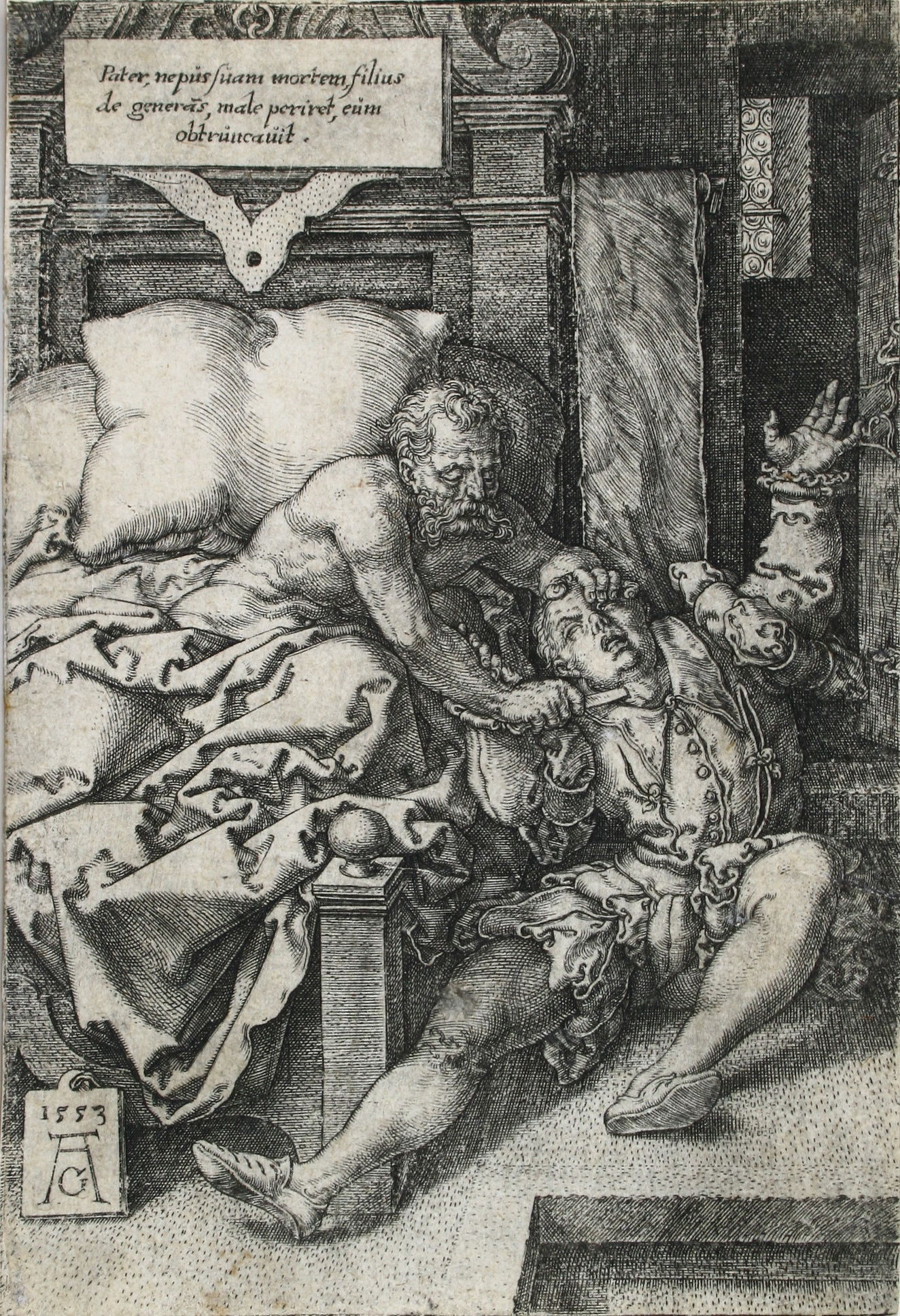
Heinrich Aldegrever, un dels Petits Mestres seguidor d'Albrecht Dürer, mostrant Herkinbald mentre degolla el seu nebot culpable de violació

El tapís data aproximadament sobre el 1450. Mesura 461 cm per 1053 cm i probablement va ser teixit aTournai o Brussel·les, dos importants centres de fabricació de tapissos i ambdós associats amb Van der Weyden. És un tapís de paret, teixit amb llana, seda, i fil d'or i plata.
Va ser encarregat per George de Saluzzo en la seva etapa com a bisbe de Laussanne el 1440. Saluzzo volia un tapís representant escenes de justícia per a la sala de la cort, a sobre de la casa capitolar. Aparentment, era coneixedor de la pintura de Van der Weyden i va ordenar una còpia. No va ser una còpia exacta però és l'obra més antiga representant les mateixes escenes.
Als passatges que descriuen el papa Gregori I, un dels espectadors està més finament treballat i amb més cura que els altres, i és gairebé segur que es tracta de la còpia de l'autoretrat que Van der Weyden havia incorporat originalment a la seva pintura. És un dels únics dos autoretrats que sobreviuen de Van der Weyden, ambdós còpies. Campbell assenyala que aquest retrat li dona una millor impressió de l'aparença desdenyosa de Van der Weyden que no pas l'altre.